# Xã Rosie, Quận Independence, Arkansas
Xã Rosie (tiếng Anh: Rosie Township) là một xã thuộc quận Independence, tiểu bang Arkansas, Hoa Kỳ. Năm 2010, dân số của xã này là 585 người.